# Rhaphidophora dehaani
Rhaphidophora dehaani is een rechtvleugelig insect uit de familie grottensprinkhanen (Rhaphidophoridae). De wetenschappelijke naam van deze soort is voor het eerst geldig gepubliceerd in 1920 door Karny.